# Tauchanzug

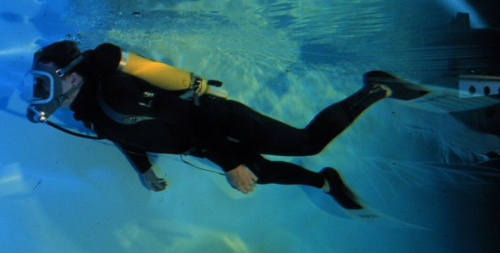
Taucher in einem Vollkörper-Nassanzug

Ein Tauchanzug oder Taucheranzug schützt den Körper eines Tauchers im Wasser vor allem vor Unterkühlung. Die ersten Anzüge bestanden aus Leder und Metall, später wurde Natur-Gummi und heute vor allem Neoprenschaum eingesetzt, der auch in anderen Wassersportarten verwendete Neoprenanzug. Grundsätzlich wird zwischen Nass- (wetsuit), Halbtrocken- und Trockenanzügen (drysuit) unterschieden. Zur besseren Kälteisolation wird der Anzug wahlweise mit Taucherhandschuhen, Füßlingen und einer Kopfhaube ergänzt.

## Geschichte

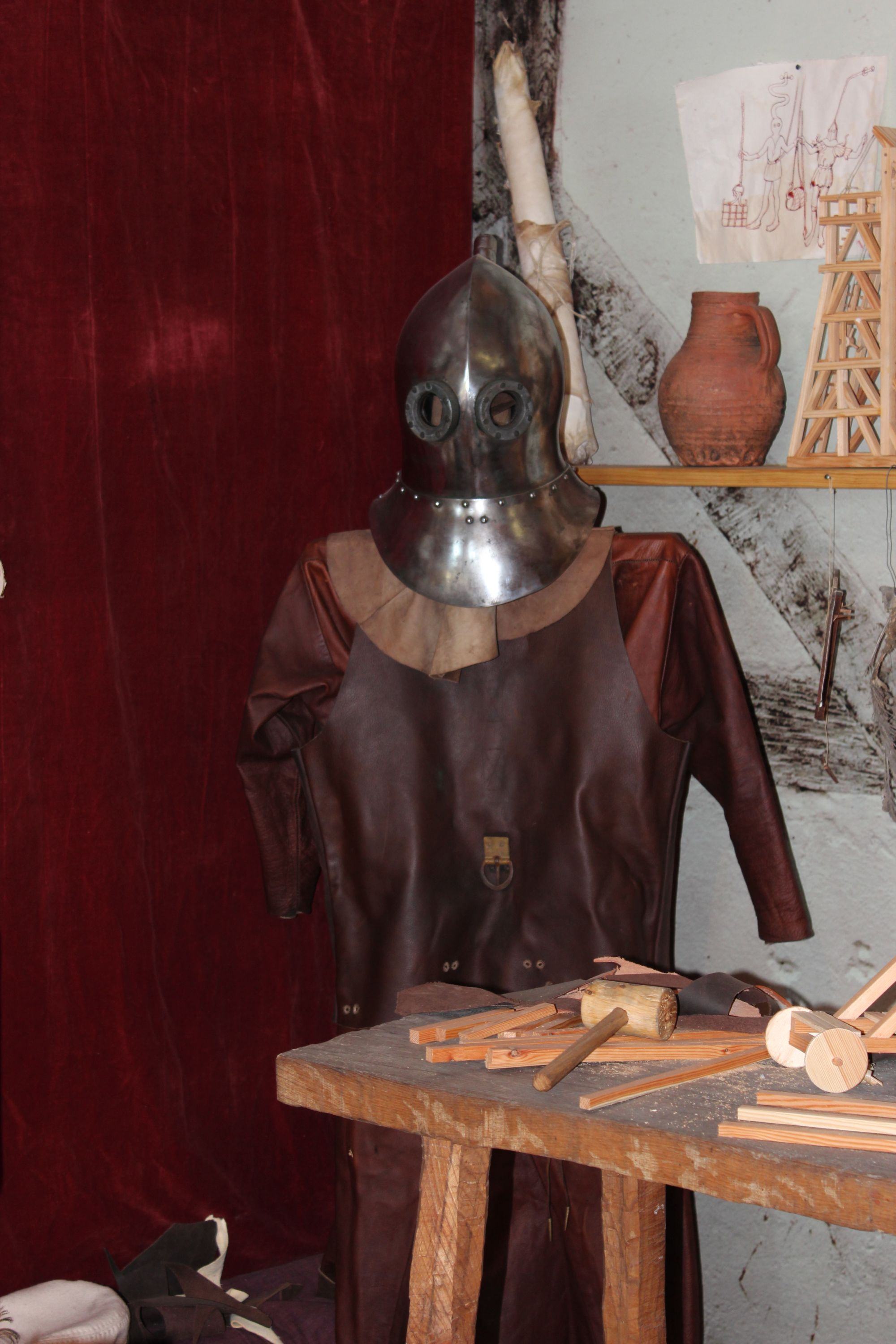
Rekonstruktionsversuch eines Taucheranzugs nach Konrad Kyesers Bilderhandschriften aus dem 15. Jahrhundert im Middelalderzentret Nyköbing, Dänemark

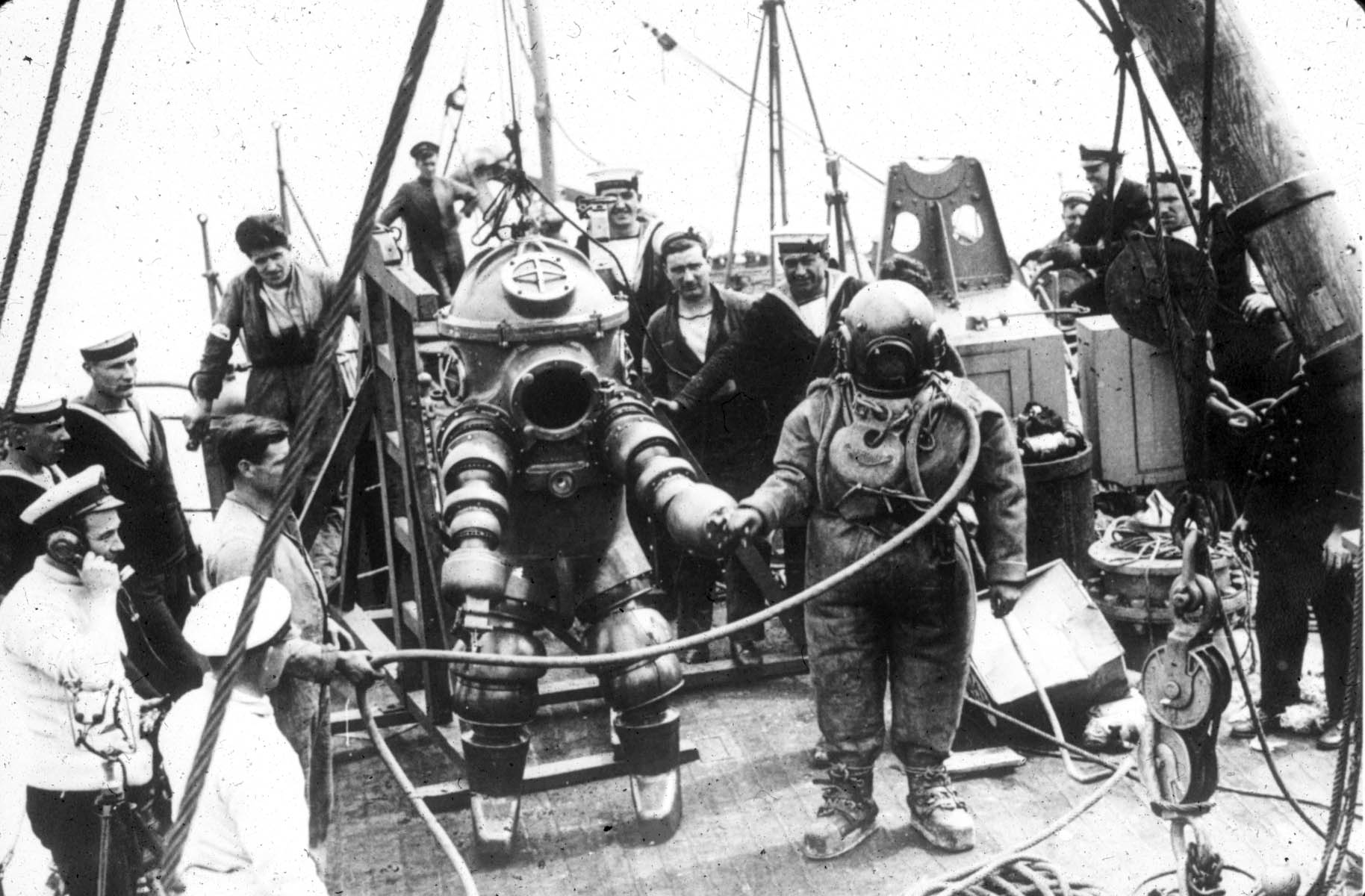
Taucher in Trockenanzug (rechts) und Panzertauchanzug (links), 1935

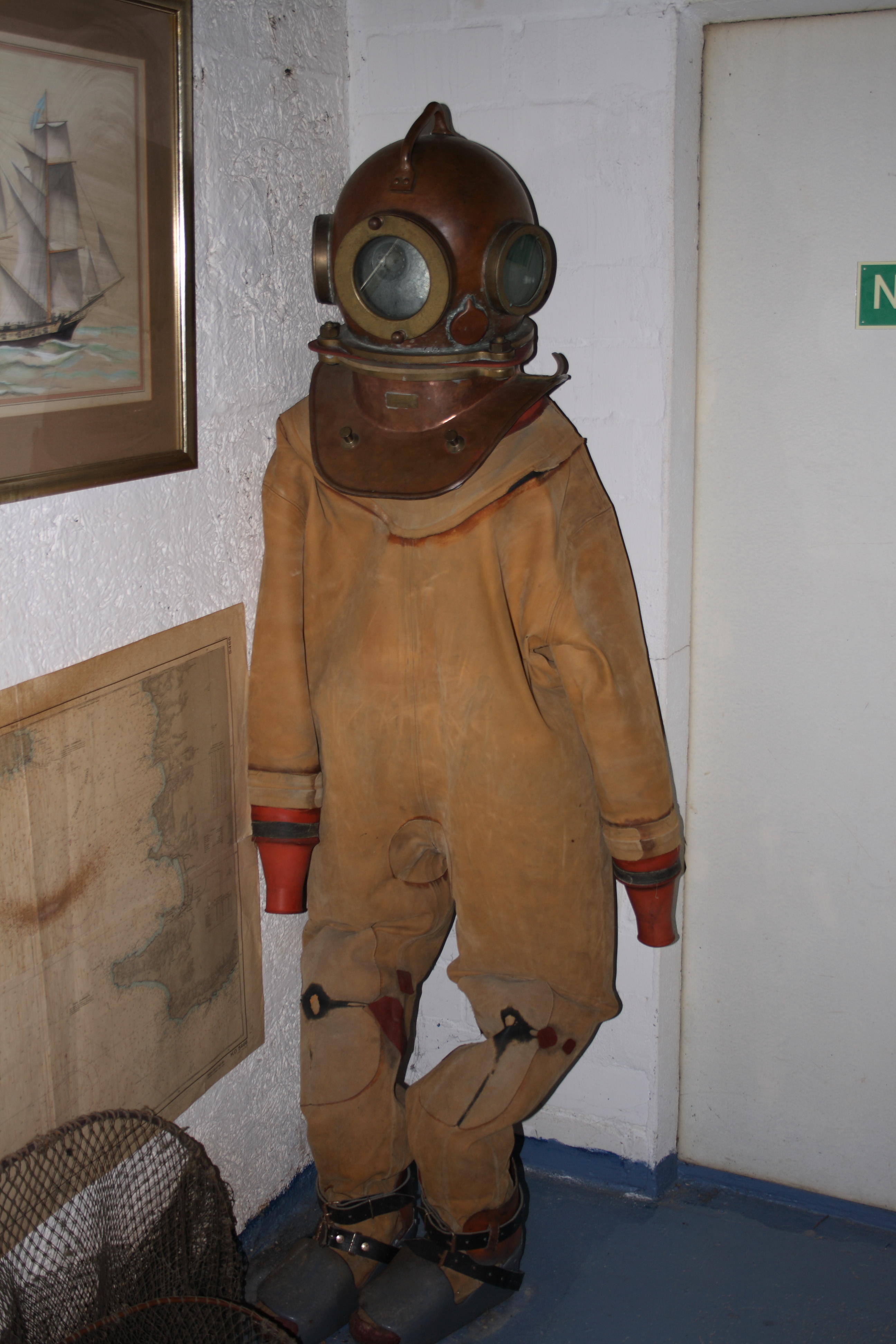
Taucheranzug mit Taucherhelm aus getriebenem Kupferblech

In tropischen und subtropischen Gebieten gingen die ersten Perlen- und Schwammtaucher ihrer Tätigkeit nackt oder nur im Lendenschurz nach. Auch diese Gewässer sind in größerer Tiefe und bei längerem Aufenthalt empfindlich kühl. Da es sich bei den Tauchern vielfach um Sklaven handelte, wurde dem zumeist wenig Bedeutung beigemessen.
Konrad Kyeser beschreibt um 1405 Taucheranzüge aus Leder zur militärischen Verwendung. Jerónimo de Ayanz entwickelte Taucheranzüge und Tauchausrüstungen, die er 1602 dem spanischen König vorführen und 1606 patentieren ließ. Niedrige Wassertemperaturen machten es unerlässlich, den Körper vor Wärmeverlust zu schützen. So wurden in der zweiten Hälfte des 17. Jahrhunderts Taucher in einer Taucherglocke zum Wrack der Vasa hinabgelassen, um die Kanonen zu bergen. Diese Taucher trugen lederne Anzüge von nur geringer Kälteschutzwirkung, sodass auch sie noch stark froren. Gleichwohl waren Leder und Wolle bis Mitte des 19. Jahrhunderts die einzigen zur Verfügung stehenden Stoffe, die Bewegungsfreiheit und (wenn auch geringen) Wärmeschutz boten, außerdem schützten diese Anzüge ihren Träger geringfügig vor Verletzungen. Ansonsten wurde wie bis dahin in Badebekleidung getaucht.
Mit der Erfindung der Vulkanisation von Gummi durch Charles Goodyear im Jahre 1839 (patentiert 1844) stand dann ein robustes wasserdichtes Material zur Verfügung. Dieses setzte sich nach und nach durch. Dabei war die isolierende Wirkung des Gummis selbst zu vernachlässigen, aber da der Taucher in dem Anzug weitgehend trocken blieb, konnte er wärmendes Unterzeug aus lufthältigen Wolltextilien tragen.
Neopren (Kunstgummi) wurde 1930 erfunden. Bis in die 1940er-Jahre wurden insbesondere von den ersten Kampfschwimmern gummierte Anzüge eingesetzt. Als Material für Tauchanzüge wurde Neoprenschaum in Kalifornien von Bob und Bill Meistrell 1954 mit der Firma Barakuda auf dem Markt eingeführt.
Seit einigen Jahren setzt sich für Trockentauchanzüge auch Textillaminat (Trilaminat) durch.

## Nassanzug

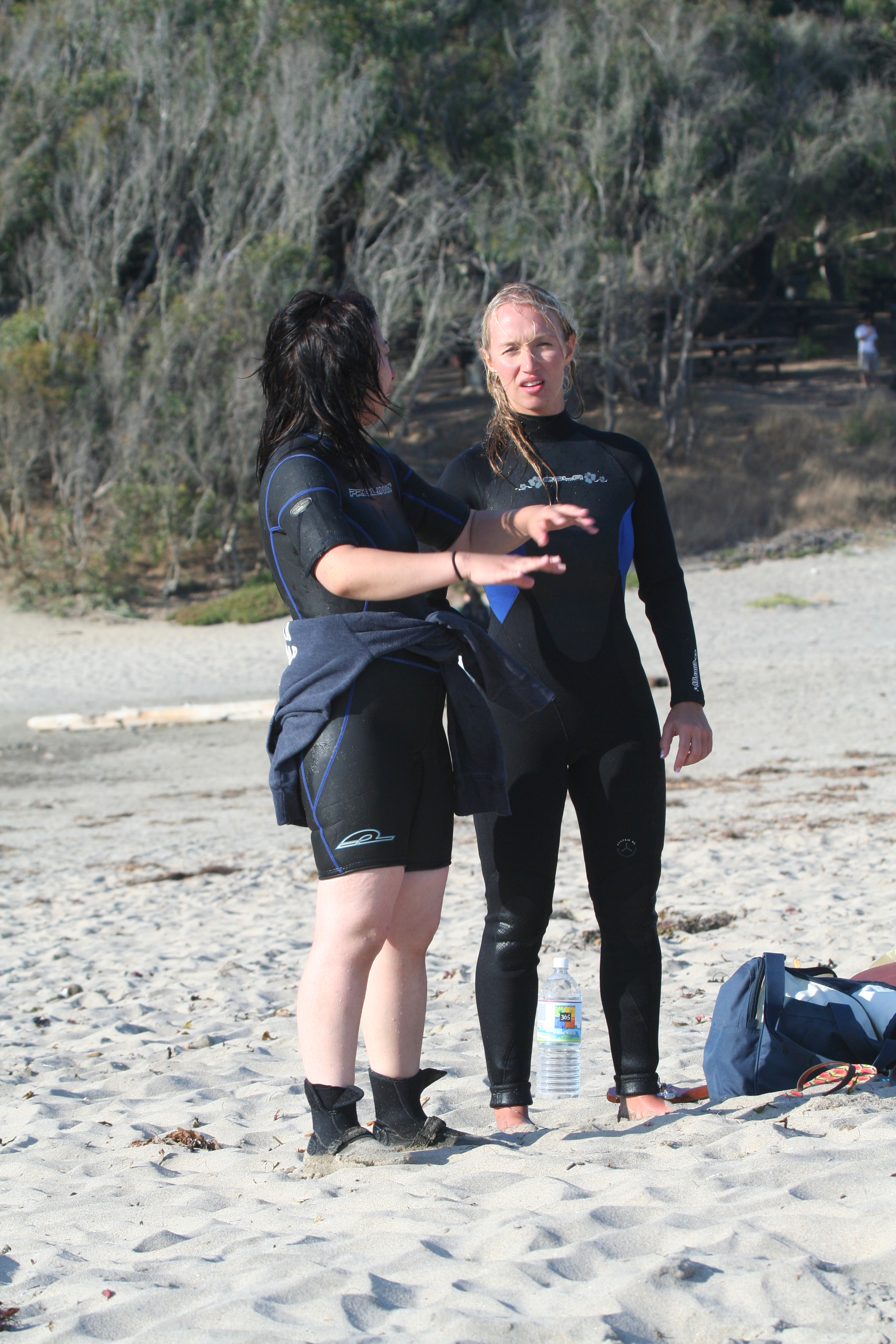
Taucher in Nassanzügen

Der Nassanzug ist meist aus Neopren oder vergleichbaren Materialien in einer Stärke zwischen 2,5 und 8 mm gefertigt, manchmal mit einem Innenfutter aus Frottee, Nylon oder einem anderen hautfreundlichen Textil. Er ist so geschnitten, dass er hauteng am Körper anliegt. Das Material des Anzugs ist zwar wasserdicht, das Wasser kann aber beim Eintauchen an den Reißverschlüssen, an der Halsöffnung sowie an den Hand- und Fußbünden in den Anzug eindringen und alle Zwischenräume zwischen dem Körper des Tauchers und dem Anzug ausfüllen. Beim Nassanzug kann das eingedrungene Wasser durch die Bewegungen des Trägers im Anzug zirkulieren, was für einen Wärmeaustausch mit der Umgebung sorgt.
Bei einem Nassanzug hängt die Wirkung der Wärmedämmung nicht nur von der Dicke des Materials, sondern auch von der Passform des Anzugs ab. Je besser der Anzug sitzt, umso weniger kann das Wasser im Inneren zirkulieren und Wärme abtransportieren. Ein ungefütterter Anzug mit einer Innenseite aus offenzelligem Neopren liegt besser am Körper an und kann die Zirkulation verringern. Maßanfertigungen sind von einigen wenigen Herstellern zu beziehen.
Er ist fast immer als Overall (meist mit langen Ärmeln und Hosenbeinen) ausgeführt und soll verhindern, dass vom Anzug bedeckte Hautstellen direkten Wasserkontakt bekommen. Zusätzlich wirkt das Gasblasen enthaltende Neopren als thermischer Isolator, so dass der Körper nicht auskühlt. Durch Kragen, Arm- und Beinabschlüsse, besonders aber durch den Reißverschluss, dringt aber in geringen Mengen Wasser in den Anzug ein. Daher sind Nassanzüge für niedrige Wassertemperaturen ungeeignet.

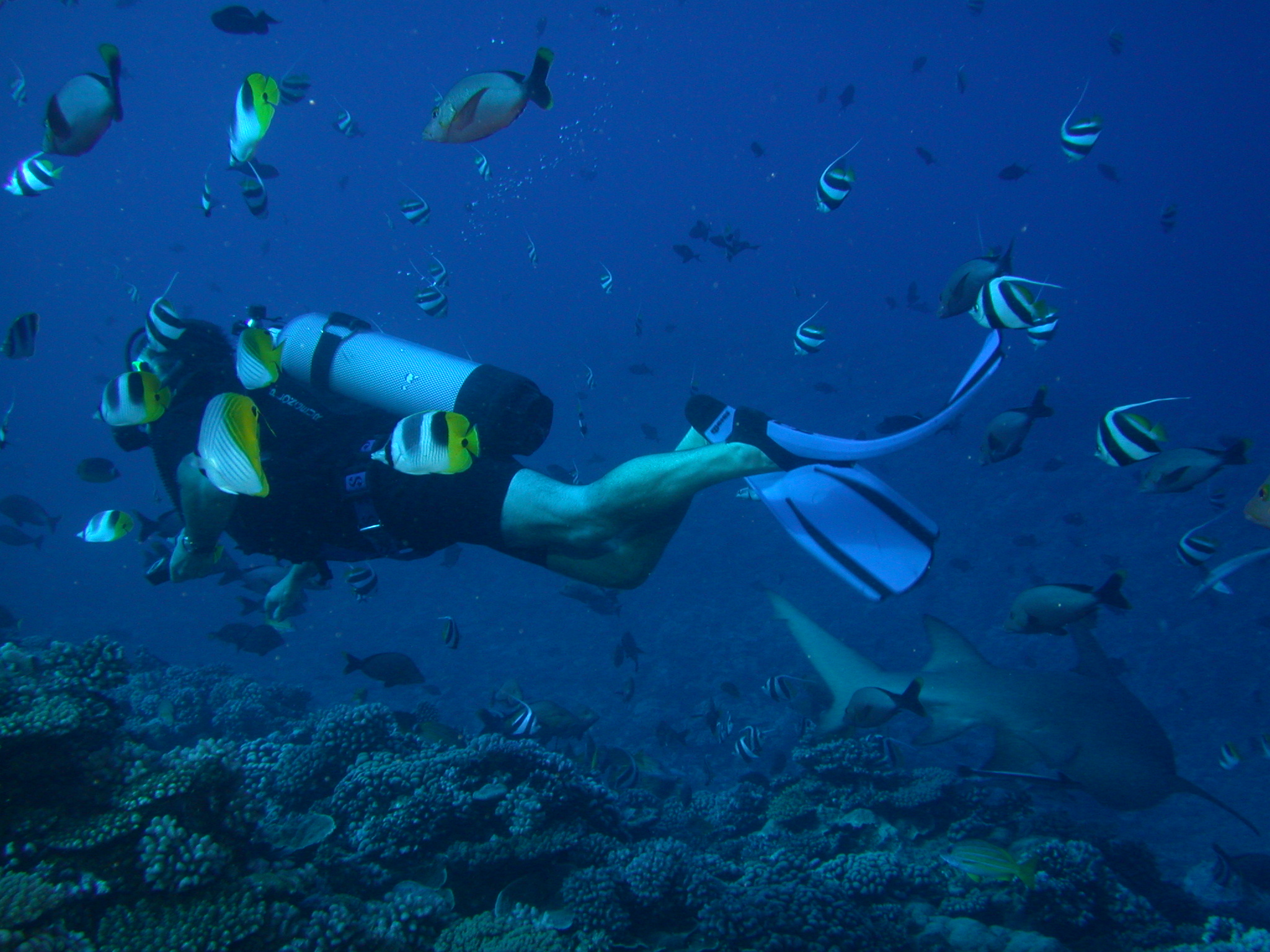
Taucher in kurzärmligem Nassanzug (Shorty)

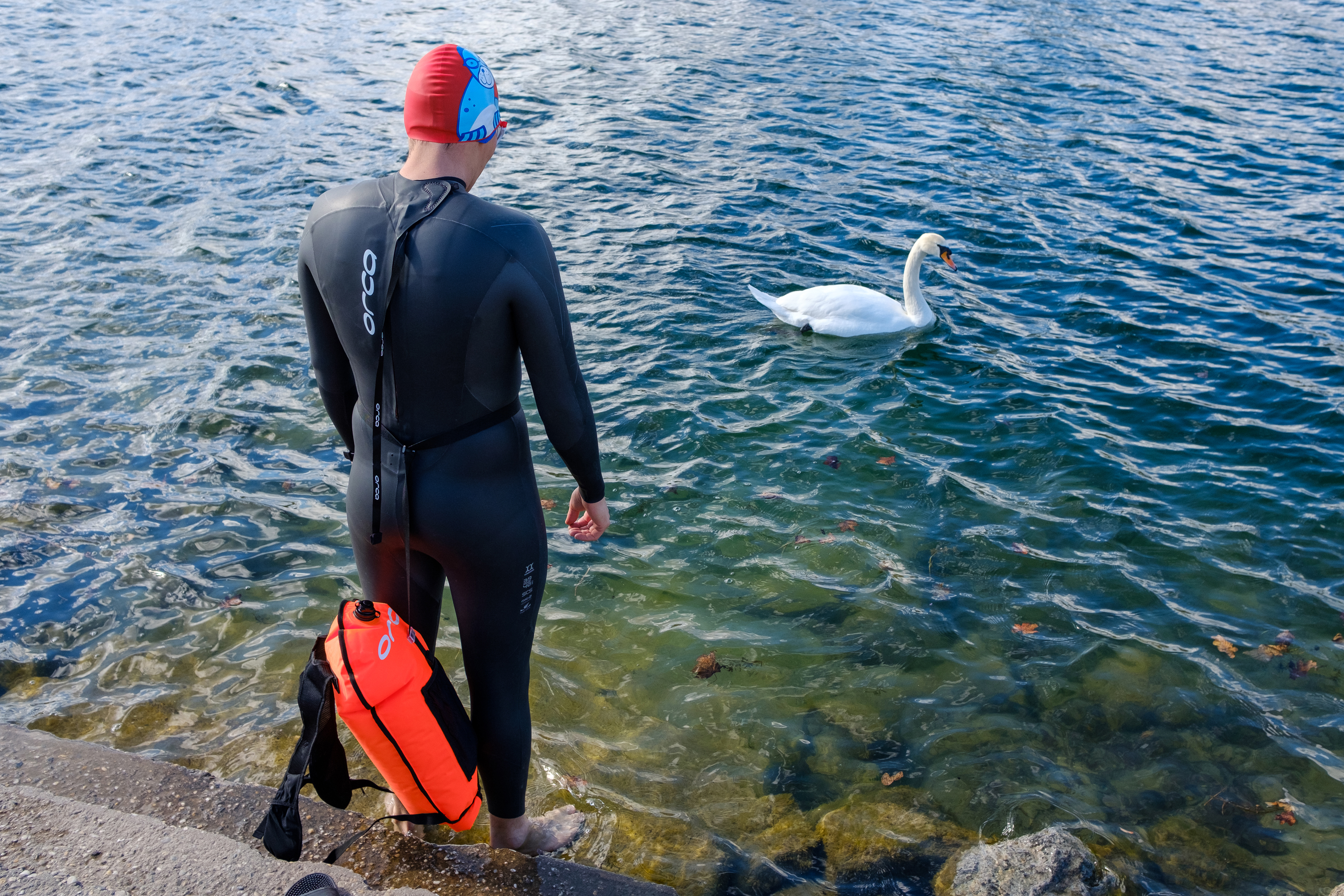
Triathlet mit modernem Freiwasser-Neoprenanzug und Schwimmboje

Nassanzüge gibt es in verschiedenen Formen:
- als einteiligen Tropenanzug zum Tauchen in warmen Gewässern mit einer Neoprenstärke von 2,5 bis 3 mm. Der Tropenanzug hat meist keine Kopfhaube und kann lange oder kurze Ärmel und Beine haben. Anzüge mit kurzen Armen und Beinen werden Shorty genannt. In tropischen Gewässern soll der Anzug nicht nur vor Unterkühlung schützen, sondern dient auch als physischer Schutz (beispielsweise vor Nesseltieren).
- als Einteiler mit einer Neoprenstärke zwischen 4 und 8 mm. Dieser Anzug hat lange Ärmel und Beine sowie meistens eine angesetzte Kopfhaube. Beim Tauchen in kühleren Gewässern kann er mit einer Neoprenweste ergänzt werden, die den Rumpf des Tauchers mit einer zusätzlichen Neoprenschicht warmhält.
- als Zweiteiler, bestehend aus einer langen, hochgeschnittenen oder Trägerhose (genannt „Long John“) und einer langärmligen Jacke meist mit angesetzter Kopfhaube – beides mit einer Materialstärke zwischen 5 und 8 mm. Am Rumpf des Tauchers liegen immer zwei Neoprenschichten übereinander, so dass dieser Anzug vor allem für kühlere Gewässer geeignet ist.

Die Vorteile von Nassanzügen sind die relativ geringen Anschaffungskosten und die vielseitigen Einsatzmöglichkeiten sowohl in tropischen als auch in kühleren Gewässern. Der wichtigste Nachteil ist, dass sich auch in gut sitzenden Anzügen die Wasserzirkulation nie ganz unterbinden lässt. Nassanzüge sind für das Kaltwassertauchen nur bedingt geeignet.
Die Neoprenstärke des Anzugs hat Einfluss auf das Tarieren, da dickeres Material mehr statischen Auftrieb erzeugt. Dieser Auftrieb muss mit Bleigewichten kompensiert werden. Erschwerend kommt hinzu, dass das Neopren selbst durch den mit der Tiefe zunehmenden Wasserdruck verdichtet wird, so dass sich der Auftrieb mit zunehmendem Umgebungsdruck – also zunehmender Wassertiefe – verringert. Da das Gewicht des Bleis konstant bleibt, nimmt dann der Abtrieb mit zunehmender Tiefe zu, was durch Tarierfunktionen (Tarierweste, -jacket) kompensiert werden muss.
Nassanzüge werden als Surfanzug auch von Wellenreitern, Kitesurfern, Windsurfern, Wasserskifahrern und bei Bedarf als Schwimmanzug auch von Schwimmern, Triathleten und bei Wassersprüngen auch beim Fallschirmspringen getragen. Nassanzüge für den Tauchsport sind jedoch so konstruiert, dass das Neopren von Nasstauchanzügen auch bei erhöhtem Umgebungsdruck nicht wesentlich an thermischem Isolationsvermögen einbüßt. Bei Neoprenanzügen für Oberflächen-Wassersportarten ist dies nicht zwingend der Fall.

### Halbtrockenanzug
Der Halbtrockenanzug ist ein einteiliger Nassanzug aus Neopren mit einer Stärke zwischen 5 und 8 mm. An den Ärmeln, an den Füßen und am Gesicht oder Hals besitzt er einfache oder doppelte Dichtmanschetten aus Neopren, die den Wasseraustausch (Zirkulation) verringern, sowie einen wasser- oder gasdichten Reißverschluss. Die Wärmedämmung wird wie beim normalen Nassanzug vom Neopren übernommen. Der Halbtrockenanzug liegt eng am Körper an und kann nicht wie der Trockenanzug zum Tarieren mit Luft gefüllt werden. Der Vorteil des Halbtrockenanzugs ist die gegenüber dem normalen Nassanzug verbesserte Wärmedämmung, die durch den geringeren Wasseraustausch und somit geringere Konvektion entsteht, wodurch er besser zum Kaltwassertauchen (bis hin zum Eistauchen) geeignet ist. Nachteilhaft ist der üblicherweise höhere Preis.

### Heißwasseranzug
Der Heißwasseranzug (im Sprachraum der Schweiz auch Heisswasseranzug) ist ein Nassanzug, der ausschließlich von Berufstauchern genutzt wird, die mit einem Helmtauchgerät und von der Oberfläche mit Schläuchen und Kabel versorgt werden. Ein isolierter Schlauch führt das heiße Wasser von der Oberfläche zum Taucher. Dort kann der Taucher mit einem Ventil, das er üblicherweise an seiner Hüfte befestigt, den Zufluss des heißen Wassers wie bei einem Heizkörper regulieren. Der Heißwasseranzug ist normalerweise ein nicht eng anliegender Neopren-Nassanzug, in den Schläuche für die Verteilung des heißen Wassers eingearbeitet sind. Über die offenen Ärmel- und die Bein-Abschlüsse wird das warme Wasser an die Umgebung abgegeben.
Heißwasseranzüge werden oft bei sehr tiefen Tauchgängen mit Trimix eingesetzt. Der in Trimix enthaltene hohe Helium-Anteil führt viel effektiver – durch Konvektion in der Lunge – beim Atmen Wärme ab, als dies bei Luft oder Nitrox der Fall ist. Der Heißwasseranzug kann deshalb beispielsweise für Unterwasserarbeiter überlebenswichtig sein. Wird die Heißwasserzufuhr unterbrochen, kann ein Taucher unter extremen Bedingungen (große Tiefe, langer Tauchgang und niedrige Temperatur) innerhalb Minuten an Unterkühlung sterben.

## Trockenanzug
Der Trockenanzug oder Trockentauchanzug, im deutschen Taucher-Jargon auch als „Trocki“ bezeichnet, ist ein einteiliger Anzug aus wasser- und gasdichtem Material. Heute handelt es sich dabei um Trilaminat-Membranen aus synthetischen Kunststoffen oder um Neopren. Der Vorteil des Trockenanzuges ist, dass der Taucher kaum mit Wasser in Berührung kommt und bei entsprechender Füllung mit einem Isolationsgas im Anzug besser vor Kälte geschützt ist als in anderen Tauchanzügen. Der Trockenanzug wird meist am Hals und Handgelenk mit einer Manschette abgedichtet. Für den Ein- und Ausstieg besitzt er am Rücken oder an der Brust einen wasser- und gasdichten Reißverschluss. Die Wärmeisolation im Trockenanzug wird hauptsächlich durch ein Isolationsgas (meist Luft, seltener Argon) hergestellt, mit dem der Anzug aufgeblasen wird. Zusätzlich wird unter dem Anzug eine textile Kälteschutzbekleidung getragen.
Der Trockenanzug wird auch beim Schnorcheln, Surfen, Rafting und beim Segeln in sehr unruhigen kalten Gewässern benutzt, wobei diese Anzüge keine Ventile für die Tarierung aufweisen.

### Membran-Trockentauchanzug

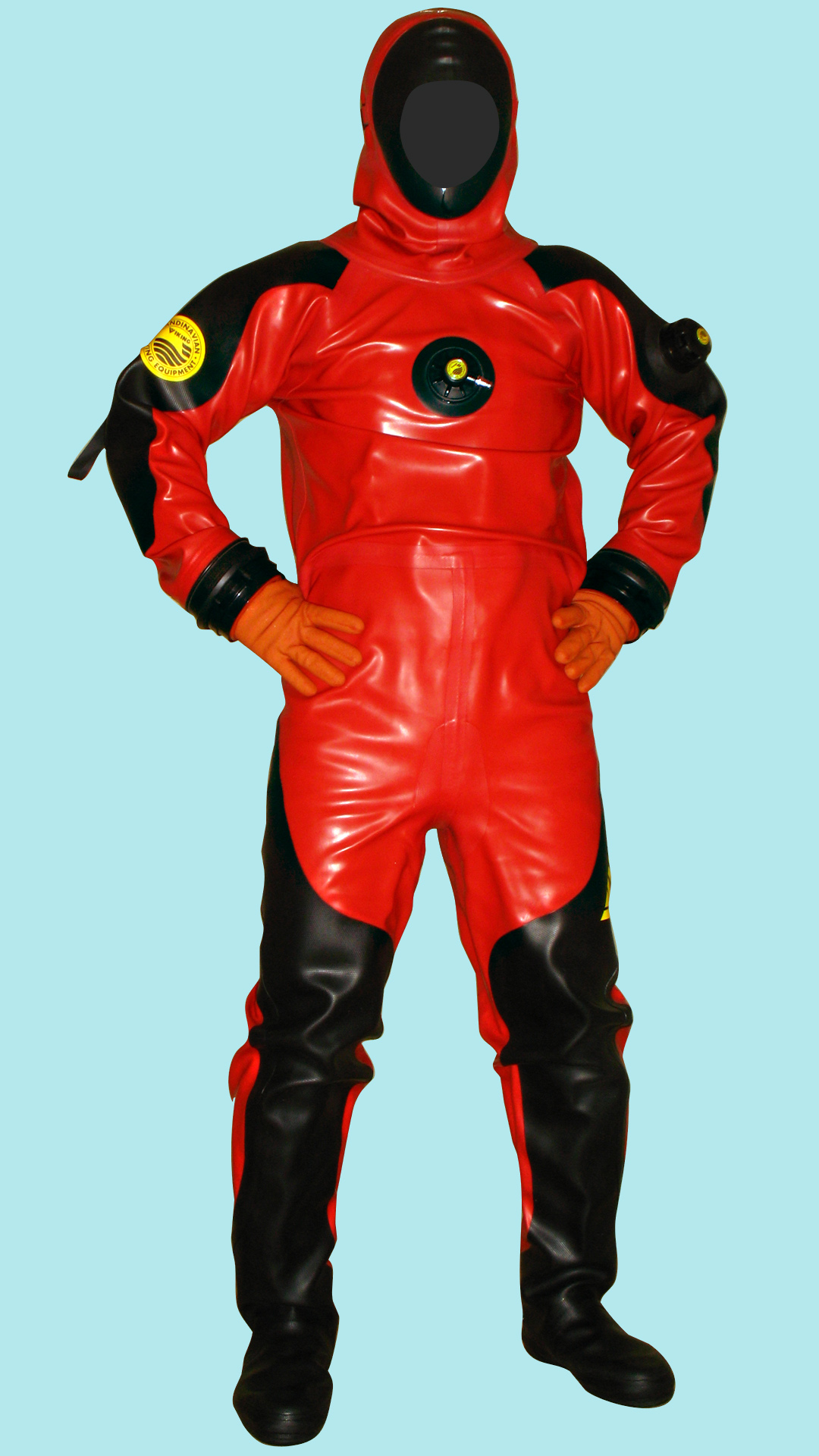
Membran-Trockentauchanzug mit Kopfhaube

Man unterscheidet zwischen Trockenanzügen mit Eigenisolation (Neopren-Trockentauchanzug) und ohne Eigenisolation (Membran-Trockentauchanzug). Letzterer besteht aus einer Trilaminat-Membran und bietet selbst keine Wärmedämmung. Die Isolation wird im weit geschnittenen Anzug durch das Isolationsgas und die untergezogene Kälteschutzbekleidung sichergestellt. Die geringe Isolierwirkung der Außenhaut hat zur Folge, dass der Körperschweiß kondensiert und die Kälteschutzkleidung allmählich durchfeuchtet, wodurch wiederum deren Isolierwirkung abnimmt. Da die Menge des Isolationsgases zwischen dem Körper und dem Anzug die entscheidende Rolle für seine Isolationswirkung spielt, kann ein Membran-Trockentauchanzug relativ flexibel an die Temperatur des Wassers angepasst werden. Der Auftrieb des Membranmaterials ändert sich nicht mit steigender Tauchtiefe, sodass sich auch das Trim- und Tarierverhalten von Membrananzügen mit steigender Tiefe nicht ändert. Für viele Taucher ist das der Grund, einen Membrantrockenanzug zu bevorzugen.

### Neopren-Trockentauchanzug

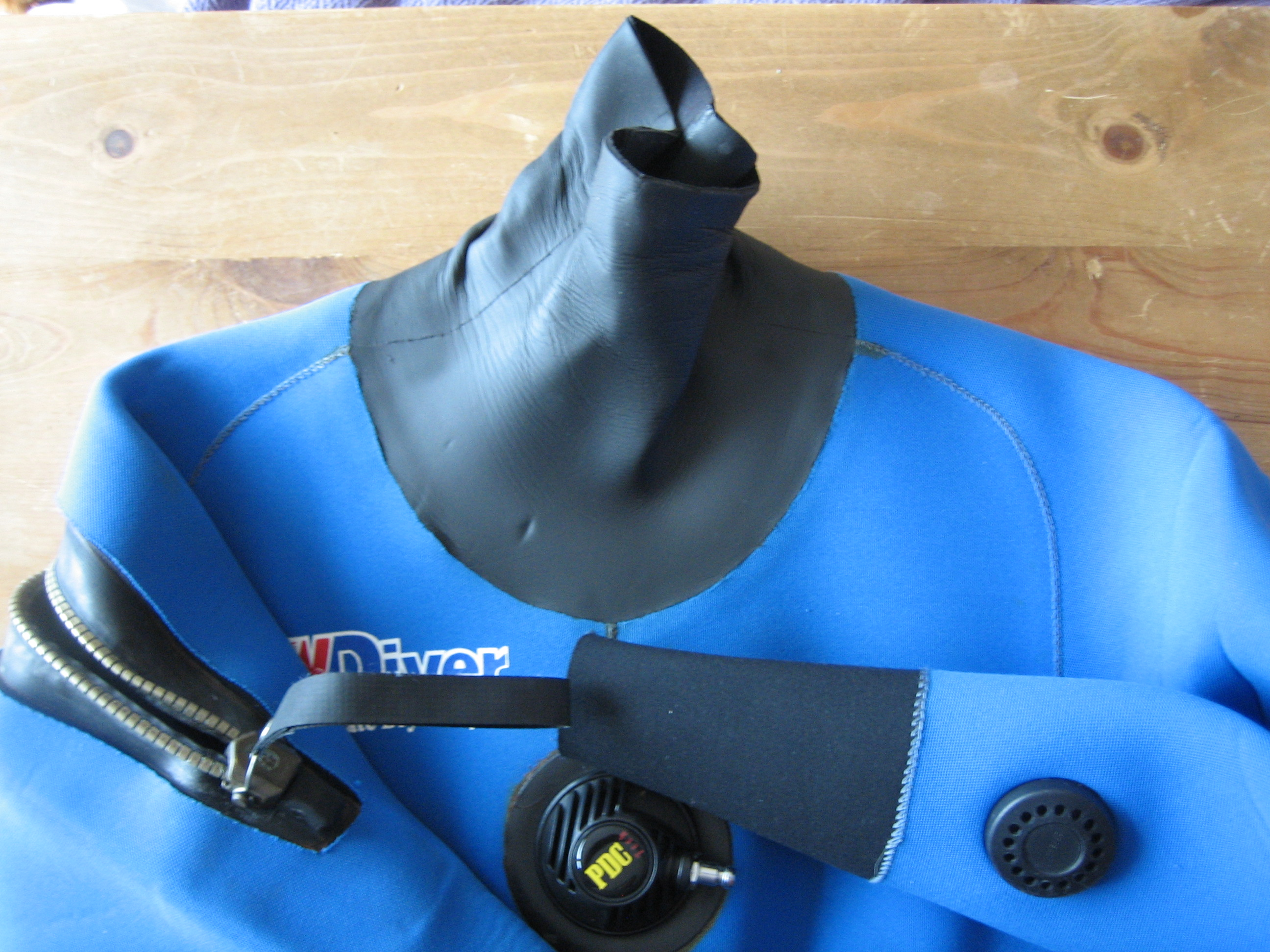
Neopren-Trockentauchanzug mit gasdichtem Reißverschluss sowie Ein- und Auslassventil für Druckluft zum Tarieren und Manschetten an Hals und Handgelenken

Unter einem Neopren-Trockentauchanzug muss weniger isolierende Kleidung getragen werden, da das Neopren selbst schon wärmedämmend wirkt. Der Nachteil gegenüber einem Membran-Anzug liegt im viel höheren Auftrieb und der geringeren Flexibilität sowohl bei Bewegungen als auch bei seiner Anpassungsfähigkeit an unterschiedliche Temperaturen. Mit zunehmender Tauchtiefe nimmt die Wärmedämmung von Neopren aufgrund der Kompression ab. Deshalb ist bei tieferen Tauchgängen der Vorteil der besseren Wärmedämmung beinahe irrelevant. Ein Vorteil der vergleichsweise engen Passform ist, dass sich das Isoliergas im Anzug nur eingeschränkt bewegen kann, was die Handhabung für ungeübte Taucher vereinfacht.
Es gibt auch Anzüge, bei denen Trilaminat und Neopren zu einem Anzug verarbeitet wurde. Dabei wird versucht, die Vorteile beider Materialien zu vereinen: Das gut isolierende Neopren wird an Stellen, wo eine hohe Beweglichkeit gefragt ist, durch Trilaminat ersetzt. Ein anderer Ansatz besteht darin, einen Trockenanzug aus Membranmaterial mit einer dünnen Neoprenaußenhaut zu versehen. Diese dünne Außenhaut liefert keinen nennenswerten Beitrag zum Auftrieb oder zur Wärmeisolation, hält den Anzug jedoch in Form ohne die Beweglichkeit zu sehr einzuschränken.

### Ventile
Das Volumen des Isoliergases sollte während des Tauchgangs konstant gehalten werden, um die Isolationswirkung und vor allem die Bewegungsfreiheit zu erhalten. Da mit steigendem Wasserdruck das Gasvolumen abnimmt, muss der Trockentauchanzug während des Abstiegs mit Druckluft oder zur noch besseren Isolation mit Argon „nachgefüllt“ werden. Dazu betätigt der Taucher das Einlassventil auf der Brust. Dieses wird über einen Mitteldruckschlauch mit der ersten Stufe des Atemreglers beziehungsweise einem separaten Druckminderer verbunden. Um überschüssiges Gas aus dem Anzug entfernen zu können, etwa beim Aufstieg, verfügt ein Trockentauchanzug über ein Auslassventil, meist am linken Oberarm oder manchmal auch am Unterarm. Das Auslassventil arbeitet hierbei als Überdruckventil. Sobald der Druck im Anzug einen eingestellten Wert überschreitet, öffnet das Ventil und das Isoliergas tritt aus. Da das Ventil den Anzugdruck relativ zum Wasserdruck misst, kann der Taucher den Gasaustritt zum einen über die Ventileinstellung regulieren, zum anderen auch über die Wasserlage (heben oder senken des Ventils).

### Manschetten und Handschuhe
Am Hals – oder seltener im Gesichtsbereich – wird der Trockenanzug mit einer enganliegenden Latex-, Neopren- oder Silikon-Manschette abgedichtet. Zur Warmhaltung des Kopfes wird eine separate oder angesetzte Neoprenkopfhaube gebraucht. Alternativ kann der Anzug direkt mit einem Taucherhelm verbunden werden.
An den Händen kommen Taucherhandschuhe zum Einsatz. Für Nasshandschuhe aus Neopren wird an den Ärmeln des Trockenanzugs eine Manschette angebracht, die am Handgelenk des Tauchers dichtet. Trockenhandschuhe werden mit einem gasdichten Ringsystem mit dem Anzug verbunden und über diesen mit Isolationsgas versorgt. Es gibt auch Anzüge mit fest verbundenen Handschuhen.

### Tarierung
Durch das Isolationsgas-Volumen erzeugt ein Trockentauchanzuges deutlich mehr Auftrieb als ein Nassanzug. Dieser Auftrieb muss durch entsprechenden Abtrieb – meist durch Bleigewichte – kompensiert werden. Das Volumen von Gasen ist grundsätzlich druck- und damit tiefenabhängig. Je mehr Isolationsgas im Anzug enthalten ist, desto anspruchsvoller ist die Tarierung. Außerdem ist bei einem Trockenanzug das Ausbalancieren der Schwimmlage unter Wasser schwieriger, weil das Isolationsgas zirkulieren kann und sich immer am höchsten Punkt des Anzuges sammelt. Senkt der Taucher seinen Oberkörper zu weit nach vorne, sammelt sich somit das Isolationsgas im Bein- und Fußbereich. Befindet sich zu viel Gas im Anzug, besteht sogar die Gefahr eines Tauchunfalls, da nun der erhöhte Auftrieb eine Kontrolle der Wasserlage drastisch erschwert und der Taucher mit den Füßen voran an die Oberfläche gezogen werden kann. Durch das Anziehen der Beine kann ein geübter Taucher die richtige Verteilung des Isolationsgases präzise steuern. Der Umgang mit einem Trockenanzug sollte deshalb im flachen Wasser solange geübt werden, bis ein Taucher seine Schwimmlage zuverlässig kontrollieren und verändern kann.
Theoretisch könnte beim Trockentauchen auf eine Tarierweste verzichtet werden, indem allein über den Trockentauchanzug tariert wird. Es wird empfohlen, nur mit wenig Isolationsgas im Anzug zu tauchen und den Auftrieb über die Tarierweste zu steuern. Ein Leck im Anzug kann dazu führen, dass der gesamte Trockenanzug mit Wasser vollläuft und keinen genügenden Auftrieb mehr bietet. Bei den größeren Bleimengen, die für einen „Trocki“ benötigt werden, kann dies schnell zu gefährlichen Situationen führen. Deshalb sollte beim Trockentauchen nie auf eine zusätzliche Auftriebshilfe (eine Tarierweste) verzichtet werden.

### Geschichte
Die ersten Trockentauchanzüge wurden mit klassischen Helmtauchgeräten verwendet. Der Einstieg erfolgte durch einen gedehnten oder sehr großen Halsausschnitt, die Luftregelung für Anzug und Atmung befand sich am Helm selbst. Die ersten Trockentauchanzüge bestanden aus gummierten Textilien oder Leder. Erst durch der Erfindung des gasdichten Reißverschlusses wurden die – heute auch im Bereich des Sporttauchens weit verbreiten – von einem Taucherhelm unabhängigen Trockentauchanzüge möglich.

### Ausbildung
Da sich das Tauchen mit einem Trockenanzug doch erheblich vom Nasstauchen unterscheidet, bieten die meisten Tauchorganisationen spezielle Kurse an, um das Trockentauchen zu erlernen. Der Taucher lernt dabei in der Theorie die Unterschiede zwischen den verschiedenen Arten von Trockentauchanzügen, deren Aufbau und Pflege sowie die Gefahren des Trockentauchens kennen. Bei einem oder mehreren Tauchgängen erlernt der Tauchschüler den Umgang mit dem Anzug und die richtige Reaktion auf Notsituationen. Voraussetzung für einen solchen Kurs ist eine abgeschlossene Grundtauchausbildung. In Europa wird die Trockentauchausbildung oft auch in die Grundtauchausbildung integriert. Dies hat den Nachteil – auch wenn diese einfacher ist – dass danach das Nasstauchen erlernt werden muss.